# Білоярське міське поселення (Верхньокетський район)
Білоя́рське міське поселення (рос. Белоярское городское поселение) — міське поселення у складі Верхньокетського району Томської області Росії.
Адміністративний центр — селище міського типу Білий Яр.
Населення міського поселення становить 8386 осіб (2019; 8111 у 2010, 8357 у 2002).

## Склад
До складу міського поселення входять:
| Населений пункт                | Населення, осіб (2002) | Населення, осіб (2010) |
| ------------------------------ | ---------------------- | ---------------------- |
| Полуденовка, присілок          | 136                    | 115                    |
| Білий Яр, селище міського типу | 8221                   | 7996                   |